# Dolores González Pérez
Dolores González Pérez también conocida por su seudónimo Lota España (Humilladero, 8 de diciembre de 1891 - Málaga, 17 de junio de 1973) fue una escritora española que gozó de reconocimiento y prestigio en la primera mitad del siglo XX, con múltiples publicaciones en revistas de tirada local y nacional, hasta el inicio de la Guerra Civil Española, momento en que dejó de publicar sus poemas y relatos cortos. 

## Biografía
Nació el 8 de diciembre de 1891 en la localidad malagueña de Humilladero, donde vivió sus primeros años de edad. A inicios del siglo XX su familia se trasladó a Tenerife, donde publicó su primer poemario en 1915.
En las islas Canarias, expresó en sus poemas su amor por su natal Málaga y Andalucía, y su deseo de retornar, pese al amor que igualmente sentía por las islas.
De retorno a la península, comenzó a utilizar el seudónimo de Lota España en poemas y artículos en variadas publicaciones de la época, tanto en la ciudad de Málaga, como en Melilla y Madrid.
Su aprecio por la poesía y la literatura la llevó ha mantenerse siempre cercana a los círculos literarios de la época, encontrándose entre sus conocidos a personajes tales como Rubén Darío, Juan Ramón Jiménez, Rafael Alberti, con los que incluso sustentó frecuente correspondencia.
Con el seudónimo de Lota España publicó gran cantidad de poemas y artículos, también relatos breves y una novela corta: La voz del terruño.
En 1936 publicó un poema dedicado al anarquista Urruti cuando las tropas franquista estaban a punto de tomar Málaga. Fue ésta su última publicación, pues una vez que Málaga fue tomada por las tropas franquistas, Lota España se marchó de la misma para vivir en Benamargosa, dejando ya de publicar.
Volvió a residir en Málaga, En la década de los 50, donde falleció el 17 de junio de 1973, a los 81 años de edad.

## Obra
Lota España es una prolija poeta y narradora que domina con gran talento el léxico y la estilística. En sus poemas se dejan notar las influencias de sus poetas más admirados: Bécquer, Juan Ramón, y sobre todo, Rubén Darío, del cual bebió un Modernismo ya tardío, que nunca abandonó, aunque sí que evolucionó a otras formas poéticas a lo largo de su vida. 
Sus poemas son cantos de amor y vida, de solidaridad, en los que la bondad del ser humano y la fe cristiana cobran un gran protagonismo, así como la naturaleza especialmente. 
- Narrativa: Lota España publicó en Madrid una novela corta llamada La voz del terruño, sin fecha, aunque se estima que debió de ser en torno a 1930. La novela recoge la historia de dos amantes contrapuestos por un mundo que se dividía en dos: modernidad y tradición se enfrentan en este interesante relato en el que la escritora demuestra una gran habilidad para la narrativa.
- Publicaciones en revistas y periódicos de la época: la gran mayoría de los textos que se conocen y están publicados pertenecen al corpus de poemas, relatos cortos, cuentos, crónicas, artículos y ensayos periodísticos, que fueron publicados en prensa. Revistas como La unión ilustrada, Lecturas, Vida Marroquí, Cruz Roja, Vida nueva, entre otras.

- Poesía: Notas perdidas es el único poemario publicado por la autora. Su fecha de publicación es 1915 en Santa Cruz de Tenerife, y cuenta con un loatorio prólogo de Don Francisco de Cosmelli y Sotomayor.

Aunque dejó de publicar en 1936, Lota España no dejó de escribir a lo largo de toda su vida, y su producción está actualmente siendo tema de estudio, recopilación y análisis por Dña. Dolores Vela García, dentro del Grupo de investigación de la Universidad de Sevilla “Andaluzas ocultas”, dirigido por Dña. Mercedes Arriaga.
En 2004, Dña. Dolores Gutiérrez Navas realizó una breve edición de poemas encontrados en algunas de las revistas ya mencionadas con el título Lota España. Poesía y prosa de una malagueña olvidada.
A lo largo de 2022 será publicado un nuevo libro, una edición crítica, que recogerá sus textos publicados e inéditos, bajo el marco de investigación Andaluzas ocultas anteriormente nombrado.